# HD 88133 b
HD 88133 b는 어머니 항성 HD 88133을 돌고 있는 외계 행성이다. 아마도 이 행성의 질량은 목성, 및 토성보다도 가벼울 것으로 보인다. 항성으로부터 매우 가까운 거리를 돌고 있는데, 지구 시간으로 이 행성의 1년은 3.5일밖에 되지 않는다. 어머니 항성은 태양 반지름의 2배 정도 되는 준거성인데, 아직까지 HD 88133 b가 항성 표면을 지나가는 장면은 포착되지 않았다.

## 참고 문헌
- (영어) Fischer;  외. (2005). “The N2K Consortium. I. A Hot Saturn Planet Orbiting HD 88133”. 《The Astrophysical Journal》 620 (1): 481–486. doi:10.1086/426810.
- (영어) Butler;  외. (2006). “Catalog of Nearby Exoplanets”. 《The Astrophysical Journal》 646 (1): 505–522. doi:10.1086/504701. 2019년 12월 7일에 원본 문서에서 보존된 문서. 2009년 6월 21일에 확인함.